# Харківський педагогічний ліцей № 4
Харківський педагогічний ліцей № 4 Харківської міської ради Харківської області (з 2005 р.) (попередні назви – Середня загальноосвітня трудова політехнічна школа № 4 м. Харкова, Харківська загальноосвітня школа № 4). Засновано 1959 року.

## Історія
Першими директорами школи були Дмитро Петрович Коськов (з 1 липня 1959 р.) та Зоя Михайлівна Соколова. Школа була однією з перших (одна з чотирьох) у СРСР, де були запроваджені ідеї розвивального навчання. З 1989 р. вчителі школи брали участь в експериментальному впровадженні системи розвивального навчання за новітньою методикою, що була запропонована В. В. Давидовим та Д. Б. Ельконіним .

## Досягнення
Учні Ліцею були переможцями конкурсів з української мови та літератури, педагогіки та психології, посідали призові в районних й обласних етапах Всеукраїнських олімпіад, конкурсі дослідницьких робіт .

## Відомі випускники
Ткаченко Михайло – заслужений тренер Росії; Бурмака Віктор – професор ХНПУ імені Г.С. Сковороди; Єсаулов Андрій – професор Московського університету імені Ломоносова; Бурмака Марія – народна артистка України; Солонецька Ольга – актриса, лауреат премії «Народне визнання»; Гіндін В’ячеслав – актор, Заслужений артист України; Колесніченко Юрій – лауреат Державної премії України в галузі науки і техніки; Леонід Черновецький – мер Києва .